# Mireille (opera)
Mireille  è un'opera opera del 1864 in cinque atti di Charles Gounod su un libretto francese di Michel Carré, basato sul poema Mireio di Frédéric Mistral. La trascrizione per canto e pianoforte è dedicata a Giorgio V di Hannover.

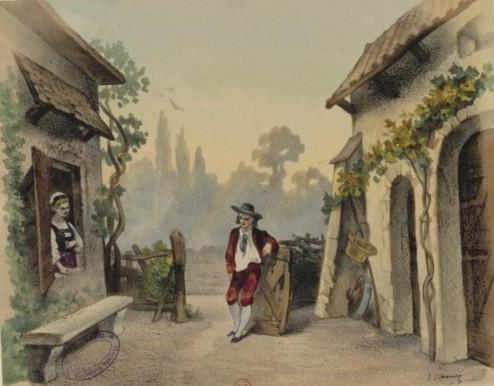
Litografia dell'atto III dell'opèra di Gounod

## Storia della composizione
Mistral divenne molto famoso a Parigi con la pubblicazione della traduzione francese in prosa di Mireio nel 1859 e Gounod probabilmente conosceva il lavoro fin dal 1861. Era affascinato dalla sua originalità, perché la storia è molto meno artificiosa di molte altre sulla scena operistica del tempo. L'azione dell'opera è assolutamente fedele al Mistral, anche se la sequenza di eventi della Val d'Enfer (Atto 3, scena 1) e la confessione di Mireille a suo padre del suo amore per Vincent (finale Atto 2) sono invertiti nell'opera. 
Il biografo di Gounod James Harding ha sostenuto che "ciò che conta in questa poesia lirica allargata non è la storia, ma il ricco arazzo di tradizioni provenzali, credenze e costumi che Mistral riscopre".

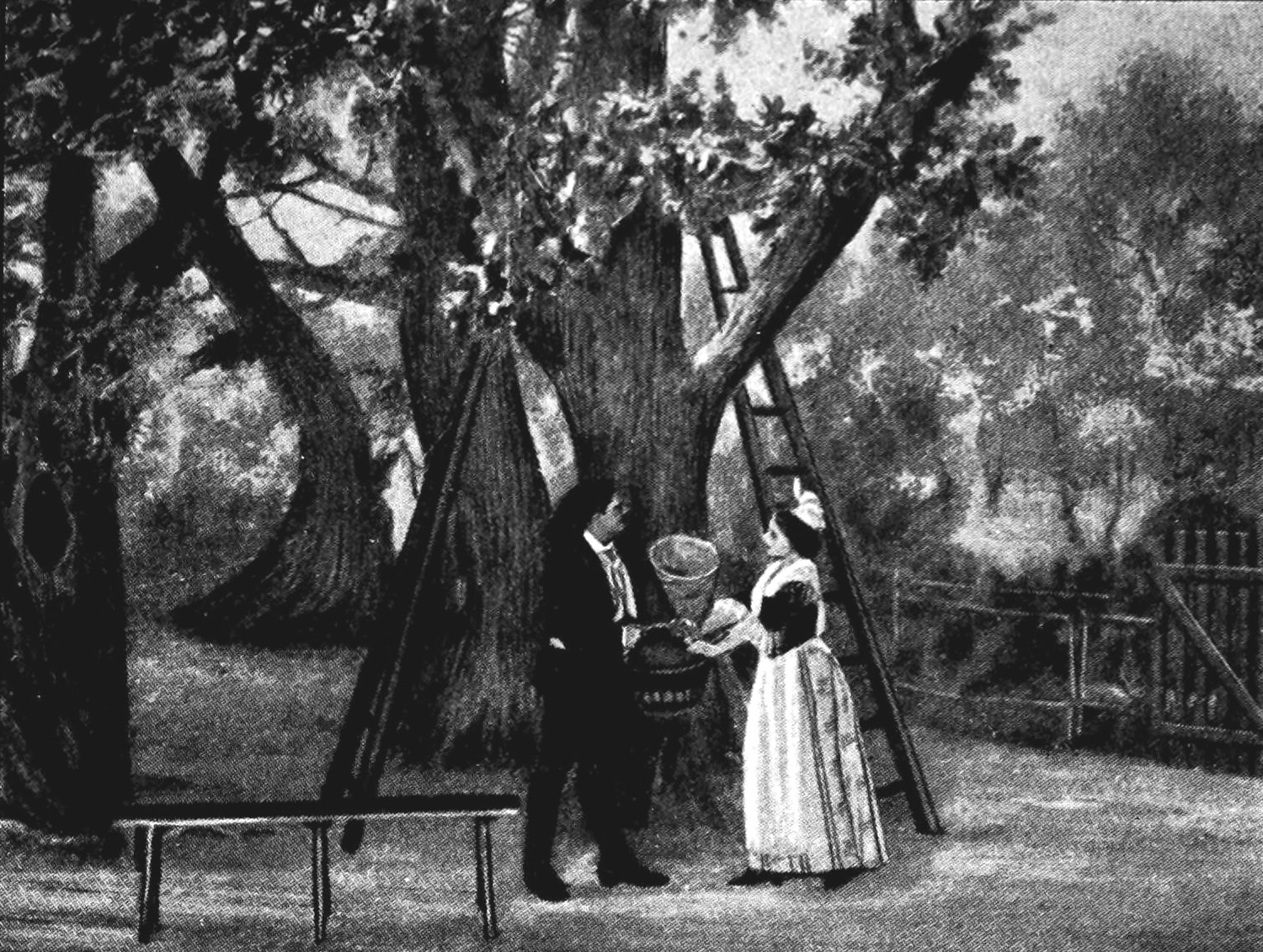
Il libretto Victrola dell' opera

Durante il corso della composizione Gounod trascorse molto tempo in Provenza (dal 12 marzo fino alla fine di maggio 1863), visitando i luoghi dei fatti trattati nel poema / Opera, e incontrò Mistral in diverse occasioni nella sua casa di Maillane. Gounod soggiornava presso l'Hotel de la Ville Vert a Saint-Rémy-de-Provence e fu invitato ad un banchetto dai cittadini il 26 maggio. A quel tempo non si usava mostrare differenze di classe in un'ambientazione rurale e, come il musicologo Steven Huebner commenta, "alcuni primi recensori hanno difficoltà ad accettare che una 'semplice' ragazza di campagna possa cantare un'aria con piglio eroico così 'acceso'."

## Storia delle esecuzioni
Ad una pre-esecuzione come prova generale del lavoro a casa di Gounod vide partecipare Georges Bizet al pianoforte e Camille Saint-Saëns all'armonium. Gounod e la viscontessa di Grandval (compositrice ella stessa) cantavano le parti soliste.

### Théâtre Lyrique
La prima dell'opera avvenne al Théâtre Lyrique di Parigi il 19 marzo 1864; la prima sera era presente Ivan Sergeevič Turgenev che, in una lettera a Pauline Viardot, mette in ridicolo parte dell'Atto 3.
Come per il ruolo di Margherita nel Faust, le pretese di Gounod dal suo soprano principale sono particolarmente gravose, da soprano leggero nel primo atto fino alle arie più drammatiche del quarto atto. Ciò causò problemi vocali per Miolan-Carvalho, moglie del direttore del teatro, che ottenne da Gounod di rendere il ruolo più facile per lei e soprattutto più 'brillante'. Perfino poco prima della prima Gounod era stato costretto dalla sua prima donna ad effettuare molti cambiamenti alla forma ed al contenuto della sua opera. Gounod segnò addirittura nel manoscritto che la coloratura alla fine della sua aria del secondo atto era stata richiesta da lei.
Alla 'prima' rappresentazione di Parigi molte cose non andarono come avrebbero dovuto. Gli spettatori non capirono affatto il drammatico finale di quest'opera che, a giudicare dall'inizio allegro, leggero e spensierato sembrava dovesse terminare con un gradevole lieto fine; il tableau demoniaco del Rodano, realizzato malissimo, fu accolto da scoppi di risa impietosi. Fu molto negativa anche la reazione della critica che sentenziò parlando di wagnerismo, fiacchezza e mancanza di colore locale. Le critiche portarono ad una versione riveduta rappresentata in prima il 15 dicembre 1864 in tre atti con un lieto fine. Questo "lieto fine" era stato inizialmente presentato a Londra in lingua italiana il 5 luglio. La produzione di dicembre al Théâtre Lyrique compresse gli ultimi tre atti della versione in cinque atti in un unico atto, omettendo l'incontro tra Ourrias e Vincent, la scena della morte di Ourrias sul Rodano, il "Choeur des Moissonneurs", e la grande aria di Mireille nella scena Crau. La Miolan-Carvalho, soprano lirico di coloratura, era apparentemente incapace di cantare questa musica da soprano drammatico in modo soddisfacente. Tuttavia, anche questa versione non riuscì ad incontrare il favore del pubblico. Gli spettacoli di dicembre di Mireille includono anche una revisione del finale dell'ouverture (che da allora è stato utilizzato, anche se la coda dell'originale, più lenta, è stampata nello spartito per canto e pianoforte del 1970) ed il valzer-canzonetta "O légère Hirondelle" per Mireille nel primo atto.

### Opéra-Comique
Dopo il fallimento della compagnia di Carvalho nel 1868, l'opera si trasferì al Théâtre national de l'Opéra-Comique, dove ebbe una lunga e variegata carriera. La prima produzione alla Salle Favart, in quattro atti, avvenne il 10 novembre 1874,  ma fu accolta male. Questa produzione prevedeva ancora una volta Miolan-Carvalho nel ruolo della protagonista, Célestine Galli-Marié come Taven e Andreloun, e Ismael questa volta interpretò Ramon, mentre Léon Melchissédec cantava il ruolo di Ourrias; direttore fu Deloffre, come nella prima edizione.
Ci fu una ripresa, il 29 novembre, 1889, presentata dalla Opéra-Comique al Théâtre Lyrique in Place du Chatelet, con Cécile Simonnet come Mireille e Edmond Clément come Vincent, ridotta in tre atti con un lieto fine in cui Mireille e Vincent si sposano. Questa versione andò molto meglio e l'opera divenne un pezzo da repertorio, facendo 226 spettacoli entro la fine del 1894.
La versione in tre atti piacque ad alcuni scrittori successivi, che ne ammiravano "il calore e il colore" e trovavano che "risplendesse con la vita e la luce del sole del sud".
Una nuova produzione all'Opéra-Comique, che iniziò il 13 marzo 1901, era di nuovo in cinque atti (anche se gli atti 4 e 5 erano entrambi in forma abbreviata), utilizzava i dialoghi parlati e ripristinava il finale tragico. La 500° esecuzione all'Opéra-Comique ebbe luogo il 19 Dicembre 1920.
Il 6 giugno 1939, Reynaldo Hahn e Henri Büsser montarono una nuova produzione all'Opéra-Comique (riproposta ad Arles il 28 giugno 1941), in cui fu fatto un tentativo di tornare alle idee originali di Gounod. Büsser curò la musica e l'orchestrazione di alcuni passaggi per cui l'orchestrazione originale di Gounod era andato perduto (in particolare gran parte dell'aria nella scena della Crau e la morte di Mireille nel finale). Secondo Huebner, benché Büsser abbia consultato la partitura autógrafa originale completa, molte pagine di musica tagliate erano state tolte durante la prima esecuzione dell'opera, e questi sono i passaggi che Büsser ha orchestrato. Successivamente, nel 1980, durante il trasferimento del materiale dagli archivi dell'Opéra-Comique alla Bibliothèque de l'Opéra, sono state rinvenute parti orchestrali dell'originale che hanno evidenziato gran parte della strumentazione perduta tra cui 34 battute del 'Aria della Crau' e quasi il finale completo dell'ultimo atto. Produzioni successive hanno generalmente seguito l'edizione di Büsser. Che si tratti di un vero riflesso della partitura originale è dubbio: alla prima fu usato probabilmente il dialogo parlato piuttosto che i recitativi, e la fine del secondo atto era in origine una ripetizione del concertato, non una reminiscenza della Chanson de Magali. Huebner produce diverse argomentazioni, tra cui il fatto che non ci sono recitativi nelle parti orchestrali dell'originale e non si trovano nemmeno nella prima edizione dello spartito per canto e pianoforte e che diverse recensioni della prima rappresentazione si riferiscono al lavoro come ad una opéra-comique. Tuttavia, il lavoro ha continuato ad avere successo e nel 1950 all'Opéra-Comique erano stati dati oltre 800 spettacoli di Mireille.

### Altre produzioni in Francia
Mireille fu prodotta alla Gaîté-Lyrique l'11 maggio 1930.
Una produzione degna di nota fu data il 24 luglio 1954 a Les Baux-de-Provence con cinque mila posti presi in prestito dalle arene di Nîmes e Arles, come parte del Festival di Aix-en-Provence; lo stesso cast e orchestra hanno registrato il lavoro sotto Cluytens pochi giorni dopo ad Aix.
Mireille diede la sua prima all' Opera di Parigi nel settembre 2009 in una produzione del nuovo direttore della compagnia Nicolas Joël e fu registrata su DVD.

### Produzioni fuori della Francia
L'opera non è mai stata molto popolare al di fuori della Francia. James Henry Mapleson ha prodotto la prima londinese il 5 luglio 1864, al teatro di Sua Maestà (in italiano come Mirella). È stata presentata in cinque atti, ma con un nuovo lieto fine che Gounod successivamente ha incorporato nella versione in 3 atti al Théâtre Lyrique nel mese di dicembre. È anche probabile che la prima versione dell'opera includesse i recitativi (che Gounod aveva originariamente previsto per l'uso in produzioni straniere). Il cast comprendeva Thérèse Tietjens come Mireille (Mirella), Antonio Giuglini come Vincent (Vicenzo), Zelia Trebelli-Bettini come Taven (Tavena), Charles Santley come Ourrias (Uria), Mélanie-Charlotte Reboux come Vincenette (Vincenzina), Elisa Volpini come Andreloun (Andreluno), Marcel Junca come Ramon (Raimondo), e Édouard Gassier come Ambroise (Ambrogio), con Luigi Arditi come direttore d'orchestra, ma fu solo un succès d'estime. Il 29 aprile 1887 Mapleson rivisitò l'opera con Emma Nevada come Mireille al teatro Covent Garden, dove fu data anche in italiano con il lieto fine, ma nella forma dei 3 atti compressi. Il 10 giugno 1891, è stata cantata nello stesso teatro in francese, e il 4 dicembre 1899, presso la Guildhall School of Music and Drama (in una traduzione in inglese di Henry Fothergill Chorley). Fu data a Dublino il 29 settembre 1864 in italiano.
Mireille fu presentata in Belgio in francese: ad Antwerp il 10 marzo 1865, e a Bruxelles il 12 maggio, con ulteriori esecuzioni negli anni a seguire. Adelina Patti cantò la parte della protagonista in una produzione Italiana a Santo Pietroburgo il 9 febbraio 1874, con suo marito Nicolini come Vincent.

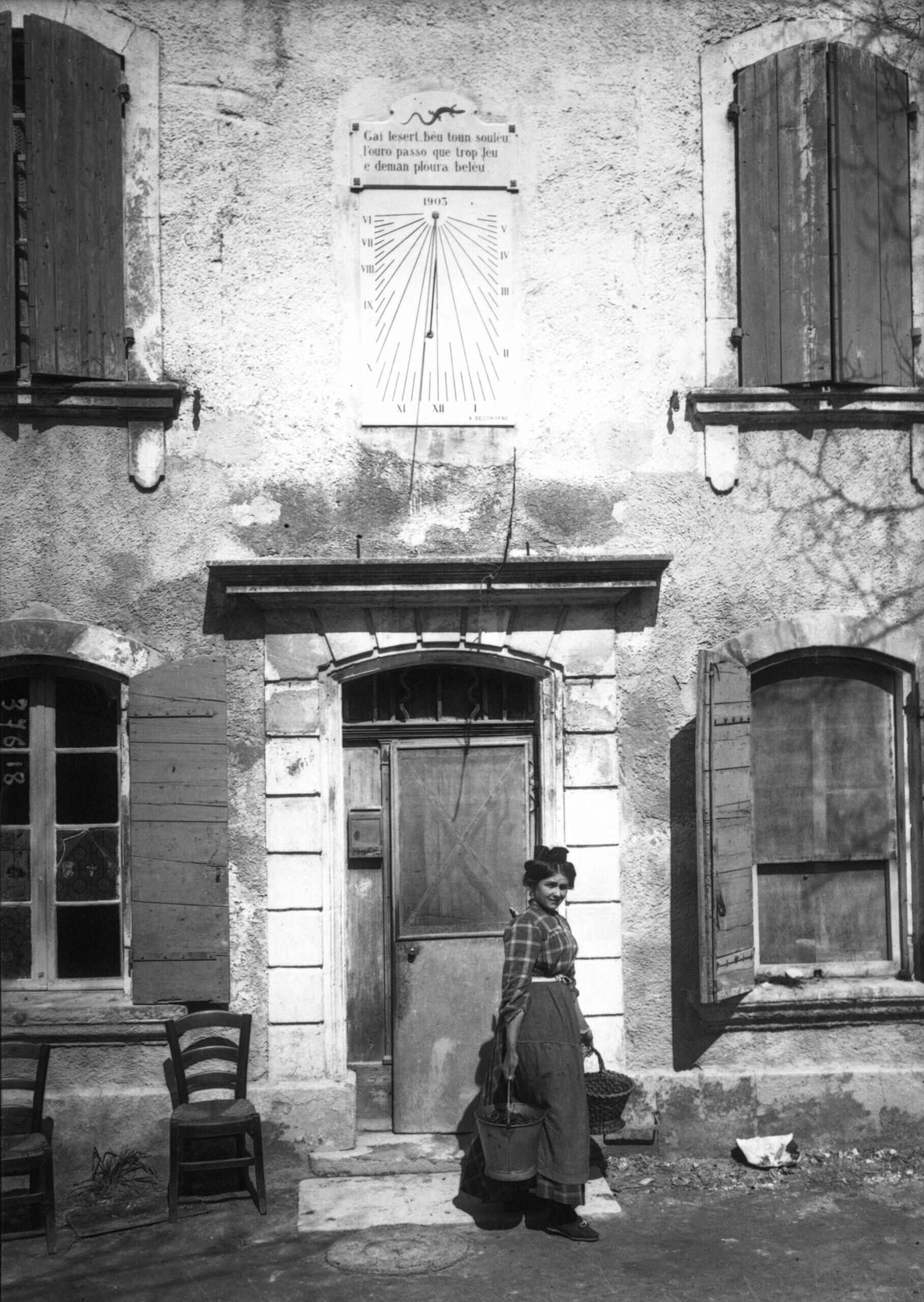
La casa di Frédéric Mistral, Maillane, 1914

L'opera fu vista per la prima volta negli Stati Uniti all'Accademia di Musica di Filadelfia il 17 novembre 1864 (in tedesco). Fu data per la prima volta a Chicago il 13 settembre 1880 (in inglese), ed a New York il 18 dicembre 1884 (in Italiano). Fu eseguita nella sua lingua originale francese alla French Opera House a New Orleans il 29 gennaio 1885. Il Metropolitan Opera presentò l'opera il 28 febbraio 1919, con Maria Barrientos come Mireille, Charles Hackett come Vincent, Kathleen Howard come Taven, e Clarence Whitehill come Ourrias, direttore Pierre Monteux. Nonostante il cast, la produzione fu data solamente quattro volte, e l'opera non fu mai più riproposta.

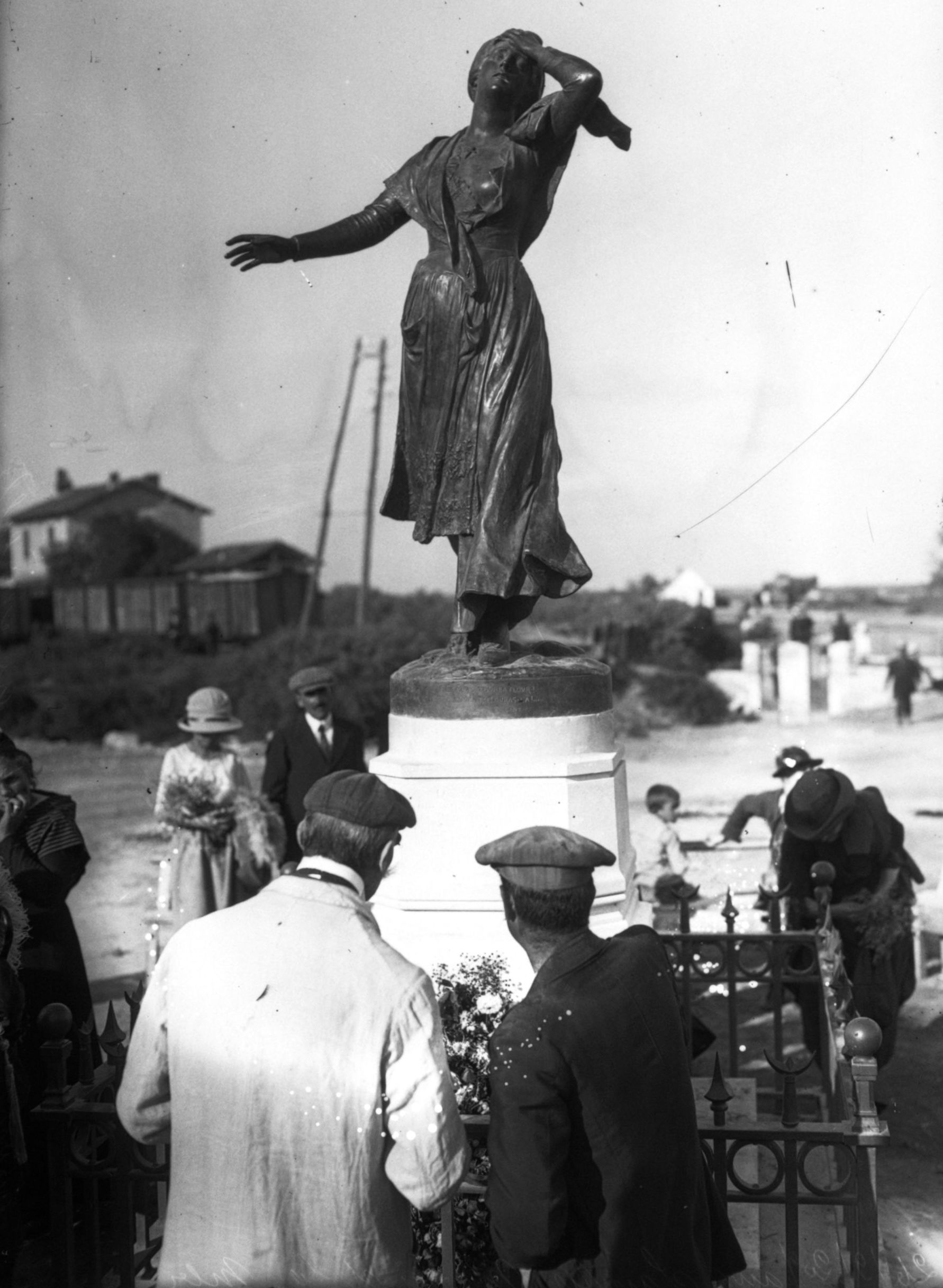
Una statua rappresentante Mireille è stata inaugurata in Lei Santas Marias (Provenza)

## Ruoli
| Ruolo                                                                                          | Tipo voce    | Cast della prima, (Conductor: Adolphe Deloffre) |
| ---------------------------------------------------------------------------------------------- | ------------ | ----------------------------------------------- |
| Mireille                                                                                       | soprano      | Marie Caroline Miolan-Carvalho                  |
| Vincent, suo innamorato                                                                        | tenore       | François Morini                                 |
| Ourrias, ricco pretendente di Mireille                                                         | baritono     | Ismaël                                          |
| Maître Ramon, padre di Mireille                                                                | basso        | Jules Petit                                     |
| Taven, una vecchia maga                                                                        | mezzosoprano | Constance-Caroline Faure-Lefèbvre               |
| Vincenette, Sorella di Vincent                                                                 | soprano      | Mélanie-Charlotte Reboux                        |
| Andreloun, un pastore                                                                          | mezzosoprano | Constance-Caroline Faure-Lefèbvre               |
| Maître Ambroise, padre di Vincent                                                              | basso        | Émile Wartel                                    |
| Clémence, un'amica di Mireille                                                                 | soprano      | Mme Albrecht                                    |
| Un traghettatore                                                                               | baritono     | Peyront                                         |
| Raccoglitori di gelso, cittadini, amici di Ourrias, spiriti del Rodano, braccianti, pellegrini |              |                                                 |

## Trama
Luogo: Provenza
Periodo: XIX secolo

### Atto 1
Un boschetto di gelso in una notte di mezza estate (Fête de la Saint-Jean).
Le ragazze cantano mentre raccolgono le foglie per nutrire i bachi da seta. Taven, una vecchia donna che vive nelle grotte vicine, si unisce a loro e commenta la loro allegria, ma loro deridono "la strega" e Clemence esprime il suo desiderio di un marito ricco. Mireille invece vuole sposarsi per amore, anche se il marito fosse povero e timido, ma è presa in giro dalle altre ragazze che sanno che lei ha impegnato il suo cuore su un povero tessitore di cesti, Vincent. Taven ha dei brutti presentimenti che condivide con Mireille. Passa Vincent e Mireille riesce a fargli confessare il suo amore per lei. Come si separano, giurano di incontrarsi nella chiesa di Saintes-Maries-de-la-Mer se nulla accadrà ad uno di loro. In lontananza si sentono le ragazze cantare il coro di apertura.

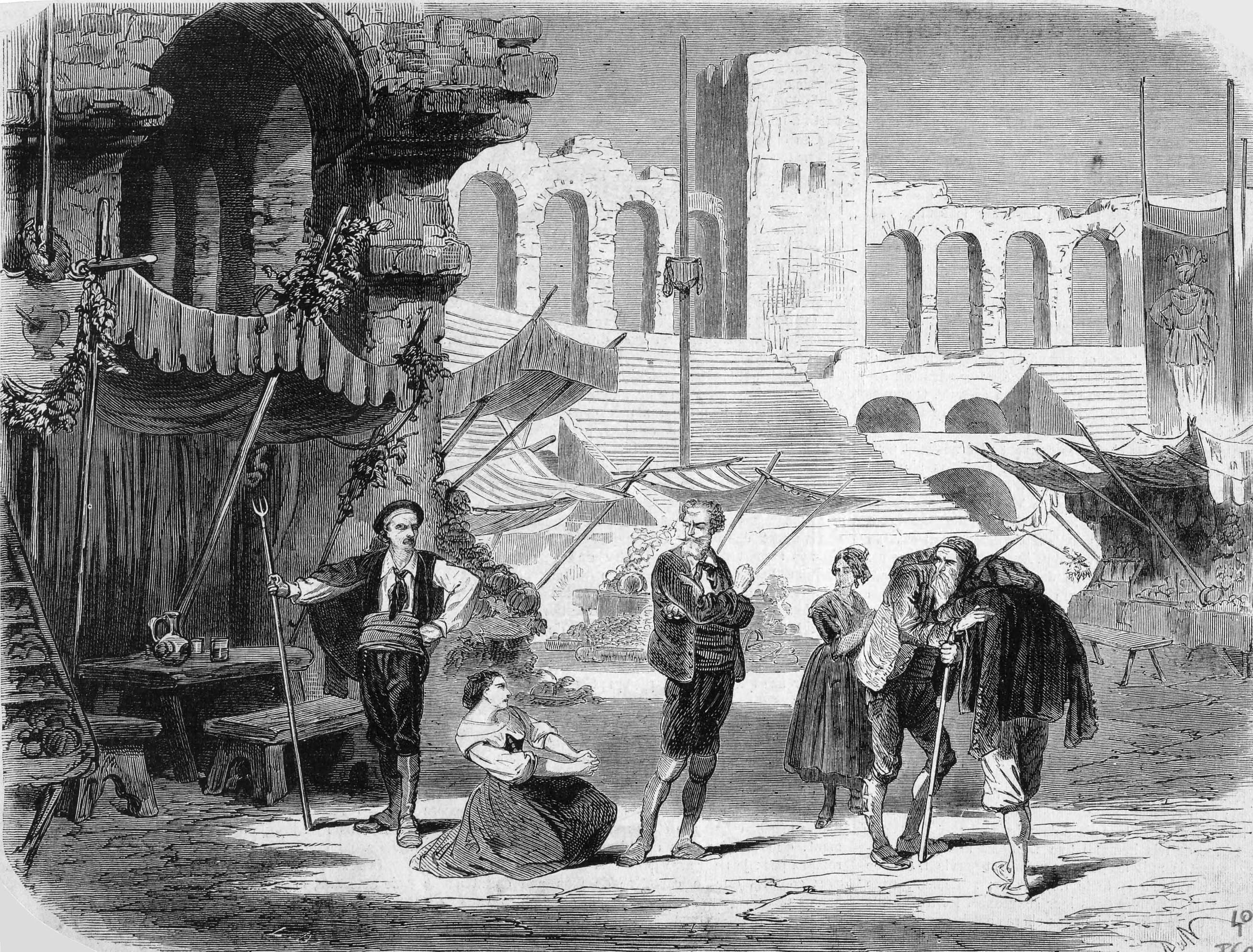
Finale atto 2 nella produzione originale del 1864

### Atto 2
Di fronte all'Anfiteatro di Arles lo stesso pomeriggio.
La folla sta cantando e ballando una farandola mentre attende l'inizio di una gara. Mireille e Vincent arrivano separatamente, ma sono accolti con gioia e cantano il Canto di Magali. Dopo la gara, Taven prende Mireille in disparte e le dice che ha appena visto tre giovani, Ourrias, Alari e Pascoul sostenere che dovrebbero rivendicare la mano di Mireille.
Da sola, Mireille giura che nulla la separerà da Vincent. Ourrias entra e dirige le sue attenzioni vanagloriose su di lei, ma Mireille rifiuta cortesemente le sue avances. Il padre di Mireille Ramon entra, seguito a breve da Ambroise, il padre di Vincent. Ambroise chiede consigli su cosa fare di suo figlio, che è innamorato di una ricca ereditiera; Ramon suggerisce di picchiare il ragazzo per curarlo. Ad Ambroise scioccato,  Ramon ricorda la prerogativa di un padre che si estendeva fino alla vita ed alla morte dei suoi figli. A questo, Mireille si fa avanti gridando "Uccidimi!". Lei è l'unica che Vincent ama. Ramon è indignato, ordina a Mireille di tornare a casa poi si rivolge a Vincent ed Ambroise.

### Atto 3
Primo Tableau: La Val d'Enfer nella campagna fuori di Arles. Notte

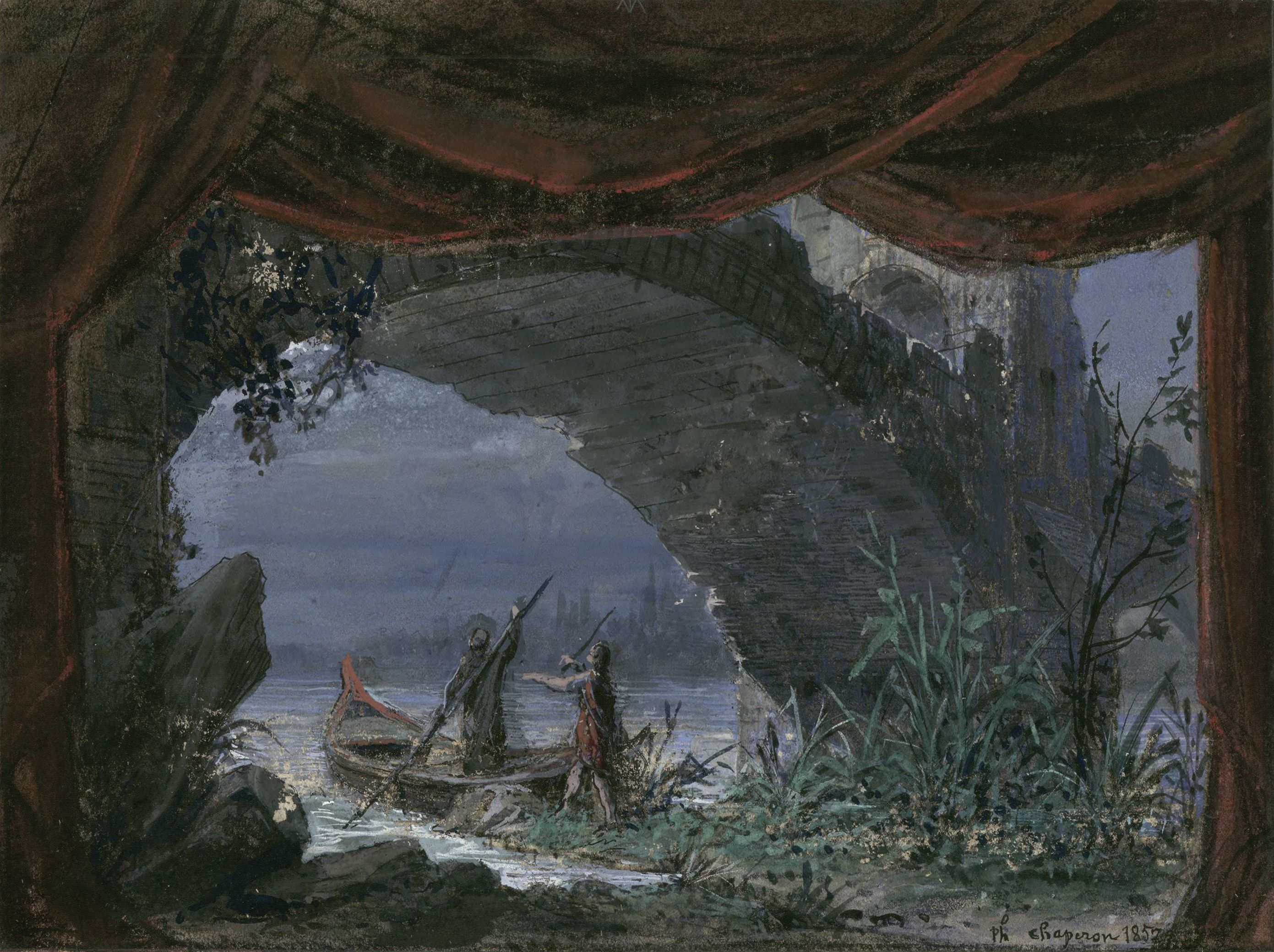
Atto 3, secondo quadro (1864)

Ourrias e alcuni amici si trovano in un luogo selvaggio, presumibilmente popolato da spiriti. Ourrias vuole acquistare una pozione da Taven. Rimasto solo, Ourrias sfoga la sua rabbia e la gelosia e resta in attesa di Vincent, che appare al più presto. Ourrias lo insulta ma benché Vincent cerchi di calmarlo, Ourrias lo colpisce con il suo tridente e pensando di averlo ucciso, scappa. Taven sente le grida e impreca contro Ourrias mentre lui si precipita fuori, quindi si prende cura di Vincent che è svenuto.
Secondo Tableau: Le rive del Rodano
Pieno di rimorso, Ourrias si affretta verso la riva del fiume e chiama il traghettatore. Un'eco accoglie il suo invito ed emette un gemito mentre sopra le acque si agitano gli spiriti delle suicide per amore. Il sinistro traghettatore (Passeur) arriva e Ourrias sale con impazienza a bordo. Le acque si gonfiano e come il barcaiolo ricorda ad Ourrias il suo delitto, la barca affonda sotto le onde.

### Atto 4
Primo Tableau: la fattoria di Ramon tardi la stessa notte
Mentre i mietitori festeggiano, Ramon è triste e sa che, negando l'amore a Mireille ha distrutto il suo sogno di una vecchiaia felice. Dalla sua finestra Mireille vede un giovane pastore che canta e invidia la sua vita spensierata. Invisibile, Vincenette, la sorella di Vincent, viene a dirle che Vincent è ferito, ma davanti all'agitazione di Mireille tenta di calmarla: non c'è da preoccuparsi, Taven lo ha curato e si ristabilirà presto. Le parole della giovane non tranquillizzano Mireille, che ha cattivi presagi e decide di partire alla volta di Saintes-Maries.
Secondo Tableau: Il deserto Crau
Mentre sta attraversando il deserto della Crau, Mireille barcolla stanchissima e, stremata dal sole accecante è vittima di miraggi e sviene più volte. A un certo punto ode il piffero del pastore in lontananza. Spinta dall'amore, fa un ultimo sforzo, si rialza e prosegue la sua marcia disperata per tentare di raggiungere il suo adorato Vincent.

### Atto 5
Davanti alla cappella di Saintes-Maries-de-la-Mer. Mezzogiorno
I pellegrini stanno cantando. Vincent è lì, alla ricerca di Mireille e lei arriva, esausta e crolla tra le sue braccia. Ramon arriva con Vincenette e la perdona, ma Mireille muore e viene chiamata in cielo da una voce celeste.

## Forma musicale e stile
L'overture, il più lungo di qualsiasi altra opera teatrale di Gounod, si apre con un passaggio che più tardi servirà per l'introduzione al tableau nella Crau, chiama con il suo corno e la scintillante armonia evoca caldi spazi aperti. Segue un tema associato a Vincent e una farandola come Allegretto.

Secondo Joseph Canteloube, il testo della popolare canzone provenzale 'Margarido, ma mio', che si trova ampiamente in Provenza, è ispirata dalla canzone del Maestrale di Magali, mentre la musica della Chanson de Magali  si basa sul canto popolare 'Bonjour, lou roussignou'. L'alternanza di tempo 9/8 6/8 aiuta a dare l'illusione della fluidità della musica popolare.

La  farandola  che apre il secondo atto è più nel carattere di un rigodone o una bourrée e il gran finale del secondo atto è uno stile operistico piuttosto convenzionale. Al contrario, le scene soprannaturali non sono destinate a spaventare, ma sono altri esempi del Gounod pittore di tonalità.
Il terzo atto permette a Gounod di scrivere "uno scherzo alla Mendelssohn con un pizzico di Berlioz e crea un brivido per mezzo di armonia cromatica alla maniera del Freischutz di Weber.
La Chanson d'Andreloun era stata originariamente scritta per un'opera che aveva in mente, Ivan IV. 
La musette nel quarto atto, scena 1 ha l'oboe ed il clarinetto che imitano una cornamusa, mentre nel finale dell'atto l'inno dietro le quinte Le voile enfin è un adattamento della sequenza latina ‘Lauda Sion Salvatorem’.
Nel complesso la partitura "ci ricorda l'abbondanza e la varietà dei doni di Gounod e la sua infallibile presa immaginativa della scena lirica."

## Edizioni

### Audio
- 1954 - Janette Vivalda (Mireille), Nicolai Gedda (Vincent), Michel Dens (Ourrias), Christiane Gayraud (Taven), André Vessières (Ramon) - Festival di Aix-en-Provence Chorus, Paris Conservatoire Orchestra, André Cluytens (Voix de son Maitre). Questa registrazione in studio fu effettuata in Aix alcuni giorni dopo un'esecuzione dal vivo, che era stata registrata per trasmetterla via radio il 15 agosto. Questa registrazione radio fu edita da INA mémoire vive nel 2008.
- 1962 - Renée Doria (Mireille), Michel Sénéchal (Vincent), Robert Massard (Ourrias), Solange Michel (Taven), Adrien Legros (Ramon) - Orchestre symphonique et Choeur de Paris, Jésus Etcheverry - (Accord)
- 1979 - Mirella Freni (Mireille), Alain Vanzo (Vincent), José van Dam (Ourrias), Jane Rhodes (Taven), Gabriel Bacquier (Ramon) - Choeur et Orchestre du Capitole de Toulouse - Michel Plasson - (EMI)
- 1981 (Live) - Valerie Masterson (Mireille), Luis Lima (Vincent), Jean-Philippe Lafont (Ourrias), Jane Berbié (Taven), Jules Bastin (Ramon) - Suisse Romande Chorus and Orchestra - Sylvain Cambreling (Ponto)
- 1993 (Live) – Danielle Borst (Mireille), Christian Papis (Vincent), Marcel Vanaud (Ourrias), Bernadette Antoine (Taven), Jean-Philippe Courtis (Ramon) – Orchestre de Recontres Musicales of Lausanne; Municipal Theatre Opera Chorus, Lausanne; Epallinges Children's Chorus – Cyril Diederich (Cascavelle), recorded live in November.

### Video
- 2009 – Inva Mula (Mireille), Charles Castronovo (Vincent), Franck Ferrari (Ourrias), Alain Vernhes (Ramon), Sylvie Brunet (Taven), Anne-Catherine Gillet (Vincenette), Sébastien Droy (Andreloun); Orchestra and Chorus of the Opéra national de Paris, Marc Minkowski (conductor); Nicolas Joël (produzione), Ezio Frigerio (scene), Franca Squarciapino (costumi), Vinicio Cheli (luci). Etichetta: FRA Musica, cat. no. 502 (2 DVD: 152:00), recorded live in September at the Palais Garnier in Paris. OCLC 762922255.